# Rejsby Sogn
Rejsby Sogn er et sogn i Tønder Provsti (Ribe Stift).
Rejsby Sogn hørte til Hviding Herred i Tønder Amt. Rejsby sognekommune blev ved kommunalreformen i 1970 indlemmet i Skærbæk Kommune, der ved strukturreformen i 2007 indgik i Tønder Kommune.
I Rejsby Sogn ligger Rejsby Kirke. Sognet hørte indtil 2007 til Tørninglen Provsti, men kirken har ikke det karakteristiske Tørninglen-spir, der er rejst over 4 trekantgavle.
I sognet findes følgende autoriserede stednavne:
- Haved (bebyggelse)
- Kærbølling (bebyggelse)
- Rejsby (bebyggelse, ejerlav)
- Rejsby Østermark (bebyggelse)
- Rejsby Å (vandareal)
- Østerby (bebyggelse)

## Afstemningsresultat
Folkeafstemningen ved Genforeningen i 1920 gav i Rejsby Sogn 320 stemmer for Danmark, 5 for Tyskland. Af vælgerne var 94 tilrejst fra Danmark, 8 fra Tyskland. 